# Дебрито, Джон
Джон Дебрито (англ. John DeBrito; полное имя — Жуан Жуакин Дебриту-младший, порт. Joao Joaquim DeBrito Jr.; 3 декабря 1968, Рибейра-Брава, Сан-Николау, Острова Зелёного Мыса — 25 марта 2020, Майами, Флорида, США) — американский футболист, выступавший на позициях защитника и полузащитника. Провёл шесть матчей за сборную США.

## Биография

### Ранние годы и начало карьеры
Дебрито родился на Островах Зелёного Мыса. С 1971 года его семья жила в столице Португалии — Лиссабоне. После того как Джону исполнилось семь лет, в декабре 1975 года они переехали в США, обосновавшись в Уотербери, штат Коннектикут. В 1987 году Джон окончил старшую школу Кейнор Тек. Джон стал футболистом, пойдя по стопам старшего брата — Педро.
Во время обучения в Университете Южного Коннектикута в 1987—1990 годах Дебрито играл за университетскую футбольную команду «Саутерн Коннектикут Эс-ю Аулс». Помог команде дважды, в 1987 и 1990 годах, выиграть чемпионат второго дивизиона Национальной ассоциации студенческого спорта.

### Клубная карьера
В 1991 году шоубольный клуб «Талса Эмбуш» выбрал Дебрито в первом раунде любительского драфта Национальной профессиональной футбольной лиги.
В 1992 году он присоединился к футбольному клубу «Гремио Лузитано».
В 1994 году выступал за клуб Межрегиональной футбольной лиги Соединённых Штатов «Бостон Сторм».
В 1995 году перешёл в клуб «Нью-Йорк Фивер» из Эй-лиги.
6 февраля 1996 года на инаугуральном драфте MLS Дебрито был выбран в 11-м раунде под общим 105-м номером клубом «Нью-Инглэнд Революшн». 13 апреля 1996 года участвовал в дебютном матче «Нью-Инглэнд Революшн», соперником в котором был «Тампа-Бэй Мьютини». 17 марта 1997 года «Революшн» отчислил Дебрито.
В начале сезона 1997 Дебрито присоединился к «Метростарз». Дебютировал за «Метростарз» 19 апреля 1997 года в матче против «Ди Си Юнайтед».
Летом 1997 года Дебрито перешёл в «Канзас-Сити Уизардс». Дебютировал за «Канзас-Сити Уизардс» 4 июля 1997 года в матче против «Коламбус Крю». По окончании сезона 1998 «Канзас-Сити Уизардс» отчислил Дебрито.
7 февраля 1999 года на дополнительном драфте MLS Дебрито был выбран во втором раунде под общим 21-м номером клубом «Коламбус Крю». Дебютировал за «Коламбус Крю» 24 июля 1999 года в матче против «Даллас Бёрн». 18 августа 1999 года в матче против «Метростарз» забил свой первый гол в MLS. 8 мая 2001 года «Крю» подписал Иана Воуна, в связи с чем, чтобы не превысить лимит состава в 18 игроков, был вынужден отчислить Дебрито.
По ходу сезона 2001 Дебрито присоединился к «Даллас Бёрн», но за клуб в лиге не провёл ни одного матча. Сыграл за «Даллас Бёрн» в матче второго раунда Открытого кубка США против «Сиэтл Саундерс Силект» 27 июня 2001 года. 1 июля 2001 года «Даллас Бёрн» отчислил Дебрито.
Сезон 2001 Дебрито закончил в клубе Эй-лиги «Коннектикут Вулвз».

### Международная карьера
За сборную США Дебрито провёл шесть матчей в 1991—1992 годах. Дебютировал за звёздно-полосатую дружину 21 февраля 1991 года в товарищеском матче со сборной Бермудских Островов, в котором заменил на 75-й минуте Пола Крампи. Был включён в состав сборной США на Кубок короля Фахда 1992, но на турнире не выходил на поле.
Дебрито представлял США на Всемирных университетских играх 1993.

### Постспортивная деятельность
После завершения футбольной карьеры, в 2002 году, Дебрито переехал в Майами. Работал риэлтором. В августе 2008 года поступил на службу в Департамент пожаротушения округа Майами-Дейд, где проработал 12 лет пожарным, парамедиком и водителем автоцистерны. Воспитал двоих детей: сына Джована Жуакина и дочь Джазмин Пэрис.
Джон Дебрито скончался 25 марта 2020 года в возрасте 51 года.